# مويدا، ذكرى ومذبحة (فيلم)
مويدا، ذكرى ومذبحة (بالبرتغالية: Mueda, Memória e Massacre‏)، هُو فيلم وثائقي موزمبيقي صدر سنة 1979 وأخرجه روي جويرا، كما يُعد أول فيلم روائي يُنتج في تاريخ البلاد.

## وصلات خارجية
- مويدا، ذكرى ومذبحة على موقع IMDb (الإنجليزية)
- مويدا، ذكرى ومذبحة على موقع روتن توميتوز (الإنجليزية)
- مويدا، ذكرى ومذبحة على موقع فيلمافينيتي (الإسبانية)
- مويدا، ذكرى ومذبحة على موقع قاعدة بيانات الفيلم (الإنجليزية)
- مويدا، ذكرى ومذبحة على موقع ليتربوكسد (الإنجليزية)
- مويدا، ذكرى ومذبحة على موقع كينوبويسك (الروسية)